# 正野重方
正野 重方（しょうの しげかた、1911年12月12日 - 1969年10月27日）は、日本の気象学者。理学博士。専門は気候力学。大阪市出身。

## 来歴・人物
旧制大阪府立生野中学校、旧制大阪高校から東京帝国大学に進み、気象学を専攻。藤原咲平教授に師事した。1934年（昭和9年）、東京帝国大学理学部物理学科卒業。中央気象台付属測候技術官養成所講師、1938年（昭和13年）中央気象台技師、1939年（昭和14年）理学博士、1944年（昭和19年）東京帝国大学理学部助教授、1949年（昭和24年）東京大学理学部教授に就任。日本の気象学の基礎を築き、1950年（昭和25年）、大気擾乱の研究で日本学士院賞を受賞した。
1950年（昭和25年）、昭和天皇の招きで開かれた座談会形式の合同進講に宇田道隆、坪井忠二、辻光之助、藤本治義とともに出席。正野は主に気象学に関する進講を行った。
1948年（昭和23年）～1960年（昭和35年）まで日本気象学会理事を務め、1960年（昭和35年）から1965年（昭和40年）まで同学会理事長を務めた。1962年（昭和37年）、日本人として初めてアメリカ気象学会の名誉会員に選ばれた。
1969年（昭和44年）、敗血症のため死去。気象学と気象学会の維持・発展に寄与したとして、日本気象学会から名誉会員の称号を受けた。日本気象学会は1980年（昭和55年）から2013年（平成25年）まで「山本・正野賞」を設け、2014年（平成26年）から正野賞を設けている。
教育者としては、30年にわたって後進の指導にもあたり、2021年（令和3年）にノーベル物理学賞を受賞した眞鍋淑郎・藤田スケールで知られた藤田哲也を始めとして、荒川昭夫・松野太郎・小倉義光など、気象学分野で多数の弟子を育成した。
研究者としては、1940年（昭和15年）「大気擾乱の研究」の第1報として「渦動の波動論」を発表し、1948年にかけて12編の論文をまとめた。1951年（昭和26年）には、水力発電の機能低下に悩む東京電力の依頼を受けて人工降雨の実験に着手。ラジオゾンデをあげてドライアイスとヨウ化銀を霧状にして撒く実験を企画し、新聞報道により全国的に注目された。また、気象数値予報技術の研究グループである「NPグループ」を主宰し、気象庁の数値予報技術の導入に大きく貢献した。

## 著書
- 『理工学のための緩和法入門』（朝倉書店、1963年）
- 『気象ポケットブック』（共立出版、1969年）
- 『気象力学』（岩波書店、1972年）
- 『気象学総論』（地人書館、1980年）
- 『概論気象学』（地人書館、1990年）

## 訳書
- ホイッテーカー、ワトソン共著、正野重方 訳『解析学』文政社、1943年。(原典タイトル:A Course of Modern Analysis、1915年)